# Konstantin Dmitrijewitsch Perski
Konstantin Dmitrijewitsch Perski (russisch Константин Дмитриевич Перский; * 21. Maijul. / 2. Juni 1854greg. im Gouvernement Twer, Russisches Zarenreich; † 23. Märzjul. / 5. April 1906greg.) war ein russischer Physiker und Ingenieur. Er lehrte als Professor an der damaligen Michailow-Artillerie-Militärakademie (im Sankt Petersburger Stadtteil Kalininski).

## Television
Auf dem in Paris stattfindenden Internationalen Elektrizitätskongress 1900 hielt Konstantin Perski am 25. August einen Vortrag.
Dabei verwendete er den Begriff Television zur Beschreibung von technischen Prozessen der Erzeugung und Übertragung von Bildern. Seit diesem Ereignis, so wird es in der Literatur beschrieben, setzte sich allgemein die Bezeichnung Television international durch.